# 江平五差路交差点

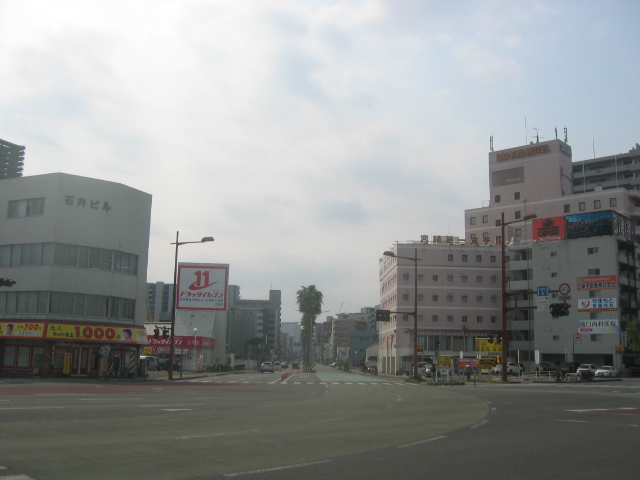
北西方向から宮崎駅方面に向け撮影

江平五差路交差点（えひらごさろこうさてん）は宮崎県宮崎市江平町1丁目にある交差点。

## 概要
2018年に前年の交通事故発生件数が全国の交差点で最も多かったことが発表され、「日本一危険な交差点」としてメディアに取り上げられた。
しかし、その後対策の甲斐あってか、2019年には全国ワースト11位と改善されつつある。
なお、近隣にある宮崎市立江平小学校では、交通事故誘発の危険性から児童が通学時に横断することを禁止している。

## 特徴
宮崎市中心部で宮崎駅の北北西約1.2kmに位置する。国道10号が南北に通り、南南東には宮崎駅に通じる市道錦町通線が延び、東方向に市道下原通線が、西方向に市道学校通線が通っており、五差路となっており交通量も多い。交差点名表示板は未設置で、地図サイトなどにも交差点名は表示されない。

### 交通事故の問題
国土交通省は2015年に交通事故対策として、
- 市道下原通線と市道錦町通線の横断歩道を分離し、左折車と歩行者の信号現示を分離
- 国道10号の第二車線を左折（国道10号→市道錦町通線への左折）専用化
- 「追突注意」の路面標示および、減速マーキング（ドットライン）の設置

などを実施した。
しかしながら、日本損害保険協会による調査で、2017年の人身事故発生件数が20件と全国最多であったことが2018年9月下旬に報道された。前方の車が発進したものと思い込んで発進することによる追突事故や、安全確認が不十分な状態での右左折による事故の多さが指摘されている。このため2018年10月17日、国土交通省宮崎河川国道事務所、宮崎県警察、宮崎市等の関係機関は対策会議を設立し、対策を検討した。
2019年から2020年にかけて「追突注意」、「脇見注意」の標識が設置され、さらに進行方向別の路面へのカラー舗装や信号機の増設が行われた。